# Фарс (остан)
Фарс (перс. فارس‎ — Fārs, или پارس — Pārs), Парс — одна из 31 провинции (остана) Ирана, а также историческая область. Находится на юге страны, у Персидского залива. Площадь — 122 608 км², население — 4 596 658 человек (2011). Административный центр — город Шираз.
Провинция Фарс — историческая родина персов и персидского языка, а также колыбель иранской государственности. Латинизированное название Персия происходит от древнеперсидского названия этой области — Парса или Парсуаш.
Эта провинция также известна как Фарсистан.

## Этимология
Название происходит от древнеиранского племенного названия parsu- (мн.ч. parsava), pārsa-, примерно соответствующего значению «богатыри», развившегося позднее также в этноним «персы». После арабского завоевания Персии в 633—656 годах и распространения ислама и арабского языка область Парс была переименована в «Фарс». Это связано с тем, что в арабском отсутствует звук п.

## История
Первые поселения в Парсе появились в 3-м тысячелетии до н. э., крупнейшим из которых был город Аншан. В Аншане находилась резиденция царей Элама до переноса столицы древнего государства в Сузы (современный Хузестан). Индо-арийские племена пришли в Персию во 2-м тысячелетии до н. э.

### Ахемениды
Первым централизованным государством, возникшим в Персии в VI веке до н. э., стала империя Ахеменидов. К этому времени Элам уже утратил своё значение, попав под влияние Ассирии. Через 30 лет после захвата Элама ассирийский царь Ашшурбанапал скончался, а его империя распалась под ударами мидийцев, вавилонян и скифов. Потомки Ахемена начали править независимо друг от друга в Парсе (Фарсе) и Аншане. Вскоре персидский царь Кир II объединил два региона под своим началом.
В 553 году до н. э. Кир II начал завоевательные походы против мидийцев. До 548 года до н. э. персы покорили Мидию и все завоёванные мидийцами страны, в том числе Парфию, Гирканию, Элам В 546 году до н. э. Кир II основал город Пасаргады, ставший столицей Персии. При Дарии I империя Ахеменидов простиралась уже от Балкан до Индии, а столица была перенесена в Персеполь.

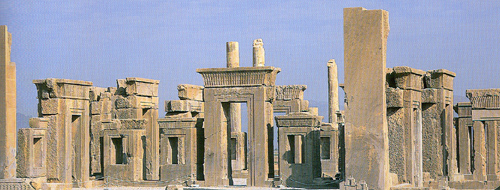
Руины Персеполя

### Македоняне и Селевкиды
В 334 году до н. э. македонский царь Александр Великий вторгся в пределы Персидской империи и разгромил армию Дария III в 331 году до н. э. в битве при Гавгамелах. Таким образом, Персия утратила своё политическое значение.

### Сасаниды
В 224 году, после пяти веков господства македонцев, селевкидов и арсакидов персидская государственность была восстановлена Ардаширом Папаканом, сыном правителя небольшого городка Хейр. Ардашир разгромил армию парфян Артабана IV и основал вторую Персидскую империю со столицей в Фирузабаде. Ардашир I Папакан стал основателем династии Сасанидов. Он же ввёл в обращение и взял себе титул шаханшах — «царь царей». При Сасанидах Персидская империя («Ираншахр» — царство ариев) достигла своего наивысшего могущества.

### Исламский Фарс
Йездигерд III, последний сасанидский царь в 650 году потерпел окончательно поражение от арабских завоевателей, проникших в Персию. К 656 году Персия, более всех других провинций Ираншахра сопротивлявшаяся арабам, вошла в состав государства Омейядов. Начиная с середины VII века власть в Парсе переходила от одних ставленников халифа к другим.
С приходом арабов на территорию в целом зороастрийской Персии проник ислам, а арабский стал вторым государственным языком.
В 875 году управление Парсом, ставшего практически независимым от арабов, перешло в руки Саффаридов. Однако в 934 году Персией завладели Буиды и управляли ей до 1062 года. С упадком и постепенным развалом Халифата в Персию пришли тюрки, а затем, в XIII веке — монголы. Фарс был одной из немногих иранских провинций, уцелевших в ходе первого похода Чингиз-хана, поскольку добровольно сдался монголам.
С воцарением в 1753 году династии Зендов столица Ирана вновь была перенесена в Персию — в Шираз. Но вскоре Зенды были свергнуты Ага-Мохаммадом Каджаром, а в 1795 году столица Ирана была последний раз перенесена — в Тегеран.

## География
Фарс расположен на юге Ирана и граничит с останами Исфахан и Йезд на севере, с Керманом — на востоке, с Хормозганом на юге, Буширом — на юго-западе, и провинцией Кохгилуйе и Бойерахмед — на западе.
Провинция Фарс расположена практически целиком в горах Загрос. Лишь северная часть провинции (шахрестан эклйд) находится в солончаковой пустыне Деште-Кевир. На западе расположено второе по величине в Иране и крупнейшее солёное озеро — Бахтеган. В центре провинции около национального парка «Бамбо» находится солёное озеро Махарлу. К наиболее полноводным рекам относятся Зохре, Далеки и Кур. Судоходных рек нет.
Фарс расположен сразу в трех климатических зонах: горный север и северо-запад с умеренно холодной зимой и мягким летом, центр с относительно дождливыми и мягкими зимами и засушливым летом, а также более равнинный юг и юго-восток с теплыми зимами и очень жарким летом. Так, среднегодовая температура в Ширазе, расположенном в центре провинции, составляет 16,8 °C и варьируется в течение года от 4,7 °C до 29,2 °C.
Сочетание разных типов климата привело к появлению разнообразного животного и растительного мира. Помимо большого количества животных обитающих в Фарсе постоянно, многие виды птиц, в особенности утки, аисты и ласточки, мигрируют сюда на зимовку. Среди наиболее распространенной живности: газели, олени, дикие горные козлы и бараны. На территории Фарса расположено много охраняемых природных заповедников. Крупнейшие из них:
- «Тут сийях» — заповедник на северо-востоке в райне Бованат.
- «Басиран» — заповедник на севере в предгорье Загроса, недалеко от города Эглид.
- «Бамбо» — национальный парк в центре Фарса, севернее Шираза.
- «Эстахбан» — заповедный лесной массив на востоке провинции.
- «Хермодлар» — заповедник на юго-востоке Фарса, на границе с Хормозганом.

## Административное деление
Провинция Фарс делится на 36 шахрестанов (см. Категория:Шахрестаны Фарса).
Шахрестаны и их административные центры:
- Абаде (Абаде)
- Беванат (Суриан)
- Бейза[англ.] (Бейза[англ.])
- Бехтеган[англ.] (Абадетешк)
- Гераш[англ.] (Гераш)
- Дараб (Дараб)
- Джехром (Джехром)
- Зеркан[англ.] (Зеркан)
- Зерриндешт (Хаджиабад)
- Казерун (Казерун)
- Кевар[англ.] (Кевар)
- Кир и Карзин (Кир)
- Кух-Ченар[англ.] (Каемийе)
- Ламерд (Ламерд)
- Ларестан (Лар)
- Мамасани (Нурабад)
- Мервдешт (Мервдешт)
- Мохр (Мохр)
- Нейриз (Нейриз)
- Пасаргад (Сеадет-Шехр)
- Ростам[англ.] (Масири)
- Сепидан (Эрдекан)
- Сервестан[англ.] (Сервестан)
- Серчехан[англ.] (Кетре[англ.])
- Феррашбенд (Феррашбенд)
- Феса (Феса)
- Фирузабад (Фирузабад)
- Хафр[англ.] (Бабанар[англ.])
- Хераме[англ.] (Хераме)
- Хондж (Хондж)
- Хоррембид (Сефашехр)
- Шираз (Шираз)
- Эвез[англ.] (Эвез)
- Эклид (Эклид)
- Эрсенджан (Эрсенджан)
- Эстехбан (Эстехбанат)

## Население
Большая часть населения персы, на юге и западе расположены провинции кочевья кашкайцев.

### Города
Крупнейший город Фарса — его административный центр Шираз.
Другие крупные города — Мервдешт, Джехром, Феса, Казерун, Фирузабад, Нурабад, Абаде, Лар, Эклид, Нейриз, Эстахбан
- см. также Категория:Города Фарса

## Экономика
Основные отрасли экономики — электротехническая, химическая, нефтеперерабатывающая, пищевая, текстильная, кожевенная, деревообрабатывающая промышленность, добыча нефти и газа, энергетика, производство стройматериалов, хны и басмы, сельское хозяйство (пшеница, ячмень, кукуруза, рис, цитрусовые, сахарная свекла, хлопок, рапс, клещевина, виноград, кунжут, финики, фисташки, миндаль, фундук, оливки, инжир, арбузы, цветы), торговля, транспорт, туризм, кустарные промыслы. Туристов привлекает богатая история Фарса, кроме того, остан славится своими обильными снегопадами, здесь расположены горнолыжные курорты Пулядкаф и Тарбиатбадани-Фарс.
В Ширазе расположены Свободная экономическая зона «Шираз Электрик энд Электроникс» и научно-технологический парк провинции Фарс; среди крупнейших предприятий — нефтехимический завод «Нэшнл Ираниан Петрокэмикл Компани», нефтеперерабатывающий завод «Нэшнл Ираниан Ойл Рефайнинг энд Дистрибьюшн Компани», электротехнические заводы «Иран Электроникс Индастри» и «Идеал Компьютер Шираз Индастриз Компани», завод стеклянной тары «Парс Шишейе Моаттар», завод сухого молока «Пегахе Фарс», пищевая фабрика «Афтабе Дерахшане Фарс». В Хеште расположены нефтегазодобывающие комплексы «Нэшнл Ираниан Сентрал Ойлфилдс Компани».
В городах Казерун, Нейриз и Ламерд расположены Особые экономические зоны. В Ламерде расположен алюминиевый завод «Джануб». В Нейризе расположены металлургический завод «Нейриз Стил». В Фирузабаде расположен цементный завод «Фарс Хузестан».

## Культура
О прошлом Фарса напоминают развалины персидских столиц — древнейшей Пасаргады, с гробницей Кира Великого, столицы Дария I и Ксеркса I Персеполя, с остатками грандиозного дворца, и примыкающего к Персеполю города Истахр, центра зороастризма, который был некоторое время столицей сасанидов. В Фарсе находится также другая столица сасанидов — Бишапур.
Шираз, знаменитый своей средневековой архитектурой и в особенности своими садами (его называют «садом Ирана»), воспет многими поколениями поэтов; Керим-хан Зенд построил в нём роскошные мавзолеи над гробницами Хафиза и Саади.

## Достопримечательности

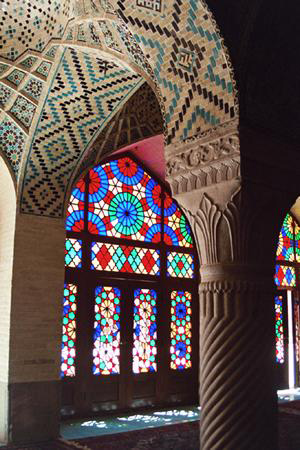
В Фарсе расположено множество мечетей

В Ширазе расположены крепость Керим-хан эпохи Зендов, мавзолеи Шах-э Черах, Хафиза, Саади, Хаджу Кермани, Мир Мохаммада и Баба Кухи Ширази, мечети Насир-ол Молк, Атиг, Вакиль и Шахидов, медресе Хана, базар и бани Вакиль, ворота Коран, музей Парс, англиканская церковь Святого Симона Кананита, зороастрийский храм, несколько дворцов аристократии с садами, в том числе дворец Кавам, сады Афиф-Абад (Гольшан) и Эрам. Возле Шираза на холме Мальян расположены руины города Аншан (столица Элама).
Возле Марвдешта находятся руины Персеполя (столица Ахеменидов с дворцом Ападана), Истахра (религиозный центр зороастризма и столица Сасанидов), Накше-Рустам (гробницы Ахеменидов, скальные рельефы Сасанидов и зороастрийское святилище), Накше-Раджаб (скальные рельефы Сасанидов) и Пасаргад (первая столица Ахеменидов с мавзолеем Кира), а также ущелье Танге-Болагхи со следами доарабской архитектуры.
Возле Казеруна расположены руины Бишапура (столица Сасанидов), пещера Шапур со статуей эпохи Сасанидов, руины зороастрийской крепости Галех-э Габри, озеро Паришан. В Фирузабаде расположены старая городская стена и руины древнего Гора (крепость Галех-Дохтар, дворец Ардашира и башня зороастрийского храма). В Изадхасте расположены крепость, караван-сарай и мост эпохи Саманидов и Сефевидов.
В городе Лар расположен старый район Шахре-Гхадим с базаром Кайсарийе эпохи Сефевидов. В Хондже расположена мечеть Шейх Хаджи Мохаммад. В Сарвестане расположен дворец Кахе-Сасан эпохи Сасанидов. В Эклиде расположена Пятничная мечеть. Возле города Дараб расположены скальные рельефы Сасанидов и руины крепости Калах-э Дала. В Нейризе расположена Пятничная мечеть, в окрестностях — озеро Бахтеган.